# USS Ozark (1863)

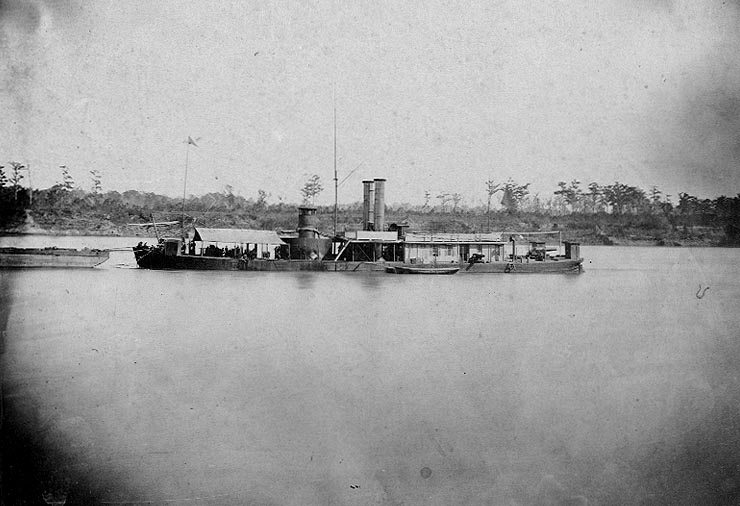
Фотографія монітора "Ozark"

USS Ozark був однобаштовим річковим монітором, побудованим для Флоту Союзу під час громадянської війни в США .  Корабель служив у Річковій ескадрі Міссісіпі під час війни і брав участь у кампанії на Ред-Ривер незабаром  після введення в експлуатацію на початку 1864 року.  "Озарк" патрулював річку Міссісіпі та її притоки після закінчення кампанії до кінця війни. Монітор вивели з експлуатації після війни і продали наприкінці 1865 року. 
Інформація про службу корабля або його власник після  продажу не відомі. Водночас  "Озарк" використовувався для транспортування федеральних військ і поліції Нового Орлеану, які намагалися затримати білих расистів, котрі вбили велику кількість афроамериканців у містечку Колфакс у 1873 році.  Під час судового розгляду цих злочинів в 1874 році корабель доправляв свідків на засідання і назад до їх місця проживання на Ред-Ривер. Остаточна доля корабля невідома. 

## Опис
Корабель мав довжину 54,9 метрів та бімс 15,2 метри.   Він мав  осадку шість футів.  Водотоннажність "Озарк" становила 578 тонн.  
Рух корабля забезпечували дві двоциліндрові парові машини  кожна з яких приводила у рух чотири гвинта та використовували пару, вироблену чотирма котлами.  Двигуни були розроблені для досягнення максимальної швидкості 14 км/год.   Запас палива на борту "Озарка" становив близько 102 тонн вугілля.  Всі механізми були побудовані Franklin Foundry в Сент-Луїсі, штат Міссурі.  
Корабель був оснащений трьома стернами  а броньова рубка  була встановлена на верхній частині гарматної башти. Корпус був поділений на три поперечні і три поздовжні водонепроникні перегородки.  
Основне озброєння "Озарку" спочатку складалося з двох гладкоствольних  279 міліметрових гармат Дальгрена,  встановлених у двогарматній башті спереду.  Ці гармати важили 7300 кг  і могли стріляти 61,7 кілограмовими снарядами на відстань до 1580 метрів з підвищенням ствола до висоти + 5 °.   До липня 1864 року її озброєння було послине однією 254 міліметровою і трьома 229 міліметровими гарматами Дальгрена на поворотних установках.  Одна з цих гармат була встановлена на носовій частині, інша - на кормі, а два інші - з кожного борту.  Більша  10-дюймова гармата важила 5 700 кілограм та стріляла на 2 700 метрів з максимальним підвищенням ствола  + 19 °. Менші 9-дюймові гармати  важили по 4 200 кілограм та стріляли на 3 070 метрів з максимальним підвищенням ствола + 15°.  "Озарк" був обраний як стенд для експериментальної "підводної батареї" -  дев'яти дюймової гармати Дальгрена, що стріляла через спеціальну трубу в корпусі нижче ватерлінії.  Перевищення запланованих витрат призвело до скасування цього проекту у січні 1863 року, перш ніж його можна було перевірити на практиці.  
Циліндрична башта конструкції Еріксона була захищена з шістьма шарами 25 міліметрових пластин кованого заліза.  Передню частину корпусу до довжини 12,2 метри захищала броня з двох шарів 32 міліметрових пластин,  яка опускалась на 30 сантиметрів нижче ватерлінії.  У носовій частині броня корпусу складалася з двох шарів 28,6 міліметрових пластин .  Корабельна палуба була захищена залізними плитами товщиною один дюйм (25 мм).  

## Побудова та служба
"Озарк" першого корабля з цим іменем у флоті США. Він названий на честь індіанського племені  народності Куапо. Корабель заклали в 1862, спустили на воду 18 лютого 1863. Монітор відбуксирували до  Сент-Льюїса для добудови. На "Озарк" підняли прапор 18 лютого  1864. Капітаном став Джордж В. Браун (George W. Brown). Вартість корабля склала близько  $215,000.
Вся служба "Озарк" пройшла у складі Річкової ескадри Міссісіпі. З 12 березня  до 22 травня 1864, корабель брав участь у невдалому поході контр-адмірала Девіда Портера по Ред-Ривер. Під час відступу "Озарк" разом з більшістю броненосців ескадри, потрапив у пастку перед порогами в Александрії, коли рівень води неочікувано почав знижуватись. Лише спорудження двох тимчасових дамб, відомих як Дамби Бейлі, дозволило підняти рівень води, аби кораблі пройшли пороги. Після завершення компанії "Озарк" був приписаний до Третього району, Патрулюючи Міссісіпі між селом Морганза (Morganza) у Луїзіані та річковим портом Форт Адамс у штаті Міссісіпі. По завершенню бойових дій монітор був виключений зі складу флоту та проданий 29 листопада 1865 року.
Особа покупця та служба корабля після продажу невідомі, але "Озарк" продовжував використовуватись до кінця 1873 року та базувався у Новому Орлеані. Губернатор Луїзіани Вільям Піт Келлог (William Pitt Kellogg) використав судно для транспортування 35 солдатів 19-того піхотного полку та 25  поліціантів кінної поліції Нового Орлеану до містечка Колфакс  для того щоб заарештувати злочинців, які вчинили там масове вбивство афроамериканців. Через поширений опір місцевого білого населення, лише кілька осіб було заарештовано та доставлено до Нового Орлеану на "Озарку" для судового розгляду у грудні. Свідки сторони обвинувачення також були перевезені цим судном, та проживали на ньому у лютому - березні 1874, аби захистити їх віз погроз з боку білих расистів. Після цих подій про подальшу службу та долю "Озарка" нічого не відомо.